# Xin (achternaam)
Xin 辛 is een Chinese achternaam en staat op de 94e plaats van de Baijiaxing. De eerste Xins kwamen oorspronkelijk uit het vroeger Longxi 陇西, dat nu het huidige Lanzhou, Gongchang en Qinzhou omvat.

## Oorsprong
Er zijn drie oorsprongen van de achternaam Xin. De eerste luidt dat de mensen met de achternaam Xin 莘 in Xin 辛 hadden veranderd. De tweede is dat mensen met de achternaam Youxin 有莘 hun achternaam in Xin hadden veranderd. De derde oorsprong is dat de mensen met de achternaam Xiang 项, hun achternaam hadden veranderd in Xin.